# Буревісник чорний
Буревісник чорний (Procellaria parkinsoni) — морський птах родини буревісникових (Procellariidae).

## Поширення
Птах гніздиться на островах Грейт-Барр'єр і Літл-Барр'єр (Нова Зеландія), де популяції нараховують близько 880 пар і 620 пар відповідно. Колись він гніздився в горах Північного та Південного островів, але до 1960-х років там зник. У негніздовий період мігрує до східної частини Тихого океану між Галапагоськими островами, південною Мексикою та північним Перу.

## Опис
Це великий птах, який може досягати довжини 46 см, розмаху крил 115 см і ваги від 680 до 720 г. Оперення повністю чорне, як і його ноги та дзьоб, за винятком блідих ділянок на дзьобі.